# Phryneta
Phryneta – rodzaj chrząszczy z rodziny kózkowatych i podrodziny zgrzypikowych.

## Zasięg występowania
Przedstawiciele tego rodzaju występują w Afryce Subsaharyjskiej, Madagaskarze, Komorach oraz Małych Antylach.

## Systematyka
Do Phryneta należy 29 gatunków:

- Phryneta asmarensis
- Phryneta atricornis
- Phryneta aurocincta
- Phryneta bulbifera
- Phryneta coeca
- Phryneta conradti
- Phryneta crassa
- Phryneta densepilosa
- Phryneta ellioti
- Phryneta elobeyana
- Phryneta ephippiata
- Phryneta escalerai
- Phryneta flavescens
- Phryneta hecphora
- Phryneta histrix
- Phryneta immaculata
- Phryneta leprosa
- Phryneta luctuosa
- Phryneta macularis
- Phryneta marmorea
- Phryneta obesa
- Phryneta obliquata
- Phryneta pallida
- Phryneta pulchra
- Phryneta rufa
- Phryneta semicribrosa
- Phryneta semirasa
- Phryneta spinator
- Phryneta verrucosa

## Przypisy

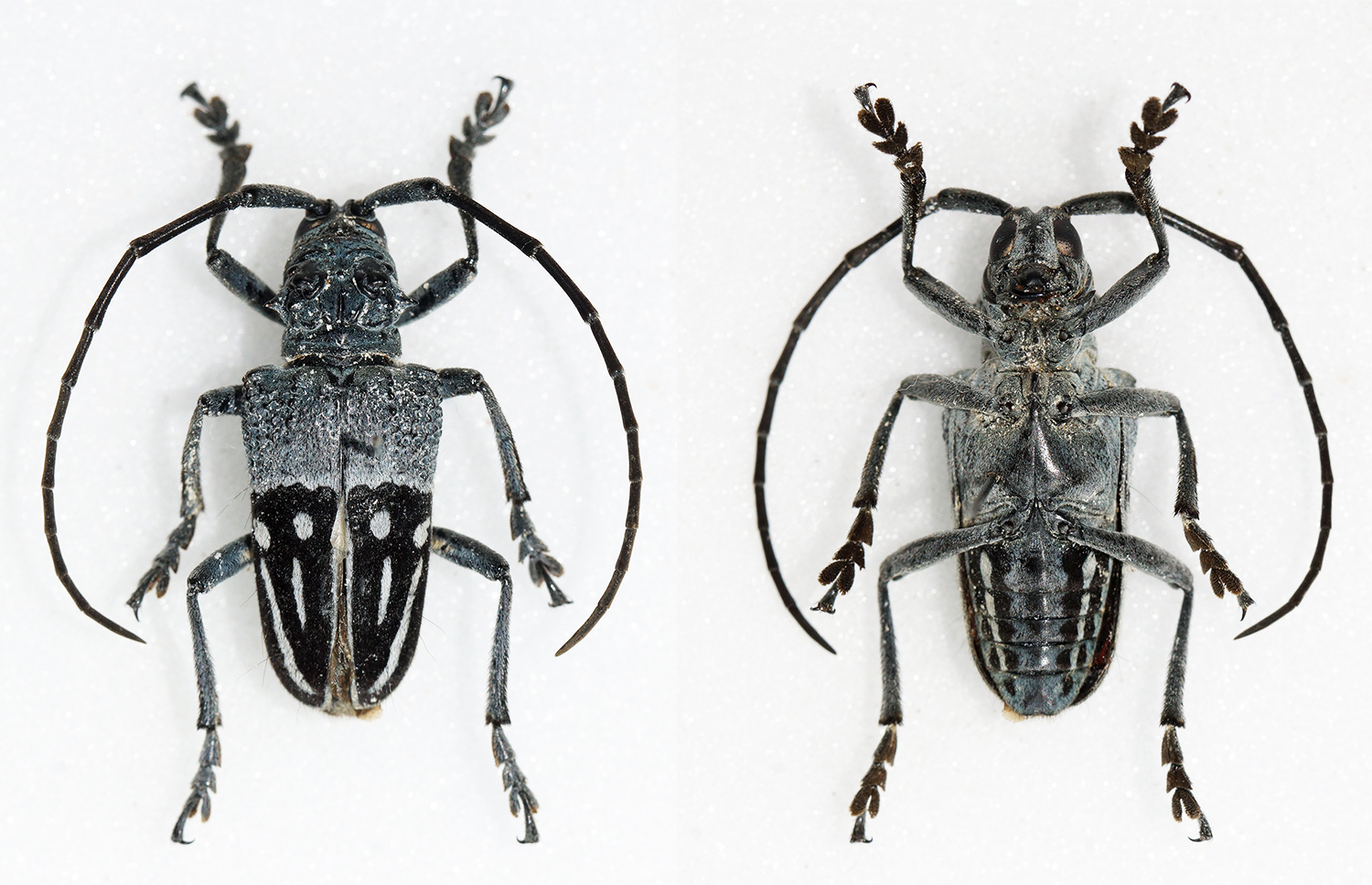
Phryneta pulchra